# 白幡沼
白幡沼（しらはたぬま）は、埼玉県さいたま市南区にある沼である。

## 地理
さいたま市南区白幡一丁目付近、大宮台地の縁にあたる場所に位置している。かつての旧入間川流路の名残りのひとつとなっており、流路は上谷沼手前を屈曲しながら芝川の網代橋付近へ流れていた。
近年までは笹目川の源流であった。現在でも沼の余水や大宮台地から流れてきた雨水を笹目川に排水する暗渠水路があり、上部は白幡緑道（白幡遊歩道）となっている。また、沼に流入する排水路として昭和初期の浦和駅周辺の耕地整理に伴って完成した岸町西大排水路があり、現在は暗渠化されて岸町緑道となっている。

## 伝説
巨人が転んで、大きな手形になったところに水がたまり、沼になったという伝説がある。このことから、別名こぶし沼ともよばれる。

## 周辺
武蔵浦和駅周辺の再開発エリアに近接しており、近年タワーマンションなどが林立、人口が急増している。
沼の南側近くに国道17号と田島通りの大里交差点（武蔵浦和駅入口）がある。沼の北東側は高台で埼玉県立浦和商業高等学校、さいたま市立白幡中学校、その南に医王寺があり、沼の西側には南北に白幡緑道が通っている。四阿や柵付きの護岸が整備されており、沼の野鳥を観測する人や写真撮影・デッサンをする人も訪れている。